# Marty (Dakota Południowa)
Marty – jednostka osadnicza w Stanach Zjednoczonych, w stanie Dakota Południowa, w hrabstwie Charles Mix.